# 13 Korpus Zmechanizowany (ZSRR)
13 Korpus Zmechanizowany (ros. 13-й механизированный корпус) – wyższy związek taktyczny wojsk zmechanizowanych Armii Czerwonej okresu II wojny światowej.

## Formowanie
Formowanie Korpusu rozpoczęto wiosną 1941 roku w Zachodnim Specjalnym Okręgu Wojskowym.
Dowództwo korpusu mieściło się w Bielsku Podlaskim.

### Skład
- 22 Dywizja Pancerna,
- 30 Dywizja Pancerna,
- 205 Dywizja Zmotoryzowana,
- 18 Pułk motocyklowy,
- 521 Samodzielny batalion łączności,
- 77 samodzielny zmotoryzowany batalion saperów.

### Wyposażenie
22 czerwca 1941 12 Korpus zmechanizowany liczył 17 809 żołnierzy (49% stanu etatowego) oraz miał na stanie:
- 295 czołgi, w tym:
  - 15 BT,
  - 265 T-26, w tym 20 szt z miotaczami płomieni (chemiczne),
  - 16 T-37/T-38,
- 34 samochody pancerne:
  - 29 BA-10,
  - 5 BA-20.[1]

### Dowódcy
- generał-major Piotr Achliustin

### Działania
W chwili ataku Niemiec korpus znajdował się w składzie 10. Armii i Frontu zachodniego. Uczestniczył w bitwie białostocko-mińskiej w której został otoczony i praktycznie w całości zniszczony.
13 Korpus został rozformowany w lecie 1941 roku.